# Tan Eng Liang
Tan Eng Liang (* 24. Juni 1937 in Singapur; † 28. Mai 2023) war ein singapurischer Wasserballspieler und Sportfunktionär.

## Karriere
Tan Eng Liang spielte zusammen mit seinen Brüdern Tan Eng Bock und Tan Eng Chai in der Singapurischen Wasserballnationalmannschaft.
Tan Eng Liang gehörte dem Organisationskomitee der ersten Olympischen Jugend-Sommerspiele 2010 in Singapur an und wurde im gleichen Jahr als Vizepräsident des Singapore National Olympic Council vom IOC mit dem Olympischen Orden in Silber ausgezeichnet.